# Комиссаровка (Кемеровская область)
Комисса́ровка — деревня в Мариинском районе Кемеровской области. Входит в состав Калининского сельского поселения.

## География
Центральная часть населённого пункта расположена на высоте 159 метров над уровнем моря.

## Население
По данным Всероссийской переписи населения 2010 года, в деревне Комиссаровка не числится постоянного населения.